# 兵庫県立ピッコロ劇団
兵庫県立ピッコロ劇団（ひょうごけんりつぴっころげきだん）は1994年4月1日に結団した県立としては日本で初めての公共劇団である。本部は兵庫県尼崎市にあり、兵庫県劇団協議会の加盟劇団の一つである。

附属学校にはピッコロ演劇学校とピッコロ舞台技術学校がある。第1回の公演は「海を山に」（作・演出＝秋浜悟史）だった。

## 結団まで
- 1993年1月に当時の兵庫県知事貝原俊民がピッコロ劇団構想を発表した。2月には尼崎青少年創造劇場運営委員会にて設立準備にて報告した。
- 同年5月には県立ピッコロ劇団企画運営委員会を設置した。7月には第3回の同委員会にて「兵庫県立ピッコロ劇団」を決定した。

## 歴代代表
- 秋浜悟史（1994年4月～2003年3月）
- 別役実（2003年4月～2009年3月）
- 岩松了（2009年4月~）

## 主な受賞
出典
- 1997年度（平成9年）
  - 文化庁芸術祭賞〈演劇部門〉芸術祭優秀賞[3]
  - 第32回紀伊國屋演劇賞団体賞
- 1998年度（平成10年）尼崎市民芸術賞特別賞
- 2007年度（平成19年）文化庁芸術祭〈演劇部門〉優秀賞[4]
- 2013年度（平成25年）文化庁芸術祭〈演劇部門〉優秀賞[4]
- 2021年度（令和3年）文化庁芸術祭〈演劇部門〉大賞[5]